# 尚村镇 (肃宁县)
尚村镇，是中华人民共和国河北省沧州市肃宁县下辖的一个乡镇级行政单位。位于县城西北部，总面积54.57平方公里，镇区面积12.25平方公里，耕地面积5.95万亩，辖31个行政村，总人口3.4万，其中镇区人口2.2万，常住外来人口约2.2万。被认定为“国家级标准化特种动物养殖示范区”、“中国裘皮基地”和“省级裘皮服装加工出口基地”。2005年被中国轻工业联合会、中国皮革协会授予“中国裘皮之都”称号。

## 行政区划
尚村镇下辖以下地区：
胜家庄村、内村、前尚村、东尚村、西尚村、西何家庄村、贺家庄村、东是堤村、西是堤村、北赵家庄村、北辛庄村、北大史堤村、南大史堤村、齐家庄村、桑园村、许河村、刘家务村、南景口村、北景口村、骆家屯村、刘河村、王河村、赵河村、西青口村、东青口村、库家庄村、东黄瓦口村、西黄瓦口村、柳科村、李家庄村和褚屯村。